# Sean Murphy
Sean Gordon Murphy es un animador e historietista estadounidense, conocido por su trabajo en cómics como Batman/Espantapájaros: Año Uno, Los Nuevos Titanes, Hellblazer: Ciudad de Demonios, Zombies party, Joe El bárbaro, American Vampire: La supervivencia del más fuerte, Punk Rock Jesus, The Wake y Tokyo Ghost.

## Juventud
Sean Gordon Murphy nació en Nashua, New Hampshire en 1980. Durante la escuela primaria desarrolló su aptitud para los cómics. En Salem, fue aprendiz del historietista y pintor local, Leslie Swank. Se graduó en el Instituto Pinkerton Academy en 1999, y estudió en la Facultad de Bellas Artes de la Universidad de Massachusetts en Boston, así como en la facultad de Bellas Artes y Diseño de la Universidad de Savannah.

## Carrera
Murphy empezó a trabajar profesionalmente antes de graduarse, en series como Star Wars y Noble Causes, antes de empezar varios proyectos para Dark Horse Comics.
El trabajo primerizo en cómic de Murphy incluye la miniserie Batman/Scarecrow: Year One, junto al guionista Bruce Jones, para DC Comics, y la novela gráfica Off Road para Oni Press. Este último trabajo ganó el Premio de la Asociación Americana de Librerías para jóvenes adultos. 
En 2006 Murphy iilustró la miniserie publicada por Dark Horse Outer Orbit.
En 2008 Murphy dibujó el arco argumental "Newcastle calling" para Hellblazer, junto al guionista Jason Aaron. A principios de 2010, Murphy publicó, junto al guionista Grant Morrison, la miniserie Joe El bárbaro. En 2011 publicó, junto a Si Spencer, la miniserie Hellblazer: Ciudad de demonios.
En 2012 Murphy escribió, dibujó y entintó la miniserie de seis números en blanco y negro Punk Rock Jesus, para Vertigo, protagonizada por un clon de Jesucristo que fue la estrella de un reality show cuando era un niño, y que ha crecido convirtiéndose en un joven rebelde. La miniserie se describió como el "proyecto de pasión de Murphy, de años de realización", y se centra en la religión y los medios de comunicación en Estados Unidos como temas principales, asuntos más complejos que los tratados por Murphy en su obra anterior. La serie se inspiró en la reacción de Murphy a la ascensión de Sarah Palin a la política nacional. Murphy dijo: "Sarah Palin me asustaba terriblemente en 2007. Me asombraba que alguien tan ignorante pudiese estar tan cerca de convertirse en presidente. Y muchos de sus comentarios eran sobre la religión, la política, y los medios de comunicación. Me hizo querer tomar partido, pero sólo era un dibujante de cómics y no estaba seguro de qué podía hacer. Así que empecé a tratar mis preocupaciones sobre estos tres temas en Punk Rock Jesus. Y sentí que había conseguido algo, pero entonces eligieron a Obama y de repente la necesidad de Punk Rock Jesus se había ido. Yo era fan de Obama y me alegro de que Palin no esté cerca de los códigos nucleares, pero sentí que había perdido un escaparate en el que Punk Rock Jesus sería más relevante. Pero las elecciones presidenciales de 2012 han vuelto a traer todas mis preocupaciones, así que de repente Punk Rock Jesus parece otra vez relevante." La serie recibió críticas positivas de Comic Book Resources, Weekly Comic Book Review, Bleeding Cool e IGN, más tarde en 2016 saco una serie de 10 números guionizada por Scott Snyder llamada El Resurgir la cual habla sobre el hallazgo de una extraña sociedad submarina

## Vida personal
Murphy vive en Brooklyn, Nueva York, con su mujer Coleen. Murphy se crio como católico, pero ahora es ateo.